# Clisónimo
Na mitologia grega, Clisónimo ou Clitónimo era um filho de Anfídamas, morto por Pátroclo.
Em Opunte,  cidade da Lócrida, por causa de uma briga durante um jogo de dados,  Pátroclo, filho de Menécio, filho de Actor, matou um filho de Amphidamas, Clitónimo.
Menécio e Pátroclo tiveram, então, de se exilar para fugir à punição e se refugiaram com Peleu, pai de Aquiles.